# 와타리촌 (후쿠시마현)
와타리촌(渡利村)은 후쿠시마현 시노부군에 있던 촌이다. 현재의 후쿠시마시에 해당한다.

## 역사
- 1889년 4월 1일 - 정촌제 시행에 의해 2촌의 구역으로 성립하였다.
- 1947년 2월 11일 - 후쿠시마시에 편입되어, 동일 와타리촌이 폐지되었다.

## 교통

### 도로
- 도미오카 가도 (현:국도 114호선)

과거 구 도로법에서 각 시정촌에 1개씩 설치하도록 정해져 있던 도로 원표로서 도리촌 도로 원표가 동사무소 앞에 설치돼 있었으나 오랫동안 소재가 불분명하게 되어 있었다. 그런데 그 후, 후쿠시마현도 308호 야마구치 도리선의 도로 공사를 실시했을 때에 땅속에서 발견되어, 현재는 후쿠시마시 도리학습센터 부근의 후쿠시마현도 308호 야마구치 도리선가에 있다.

## 참고문헌
- 角川日本地名大辞典 7 福島県